# Stazione di Trenzano-Cossirano
La stazione di Trenzano era posta lungo la linea Cremona-Iseo in concessione alla Società Nazionale Ferrovie e Tramvie, attivata per tratte a partire dal 1911 e soppressa nel 1956, a servizio dei centri abitati di Trenzano e Cossirano.

## Storia
La stazione fu aperta nel 1932, all'attivazione della tratta Soncino-Rovato, che completava la ferrovia Cremona-Iseo. L'impianto era gestito dalla Società Nazionale Ferrovie e Tramvie (SNFT), concessionaria della linea.
In conseguenza del mutato clima politico del secondo dopoguerra, non favorevole agli investimenti nel trasporto su rotaia, per poter accedere ai finanziamenti statali la società esercente si vide costretta a sopprimere la linea nel 1956.
L'ex fabbricato viaggiatori venne in seguito trasformato in abitazione privata.